# 森迪萊克 (明尼蘇達州)
森迪萊克（英語：Sunday Lake）是位於美國明尼蘇達州聖路易斯縣的一個未組織地區。

## 地方資料
森迪萊克的面積為68.70平方千米，當中陸地面積為55.60平方千米，而水域面積為13.10平方千米。根據2020年美國人口普查的數據，當地共有人口0人，而人口密度為每平方千米0人。